# Faithless Street
Faithless Street je debitantski studijski album alt country grupe Whiskeytown, objavljen 1995. Album je 1998. ponovno objavljen s nekoliko bonus bonus, dok je pjesma "Oklahoma" uklonjena.

## Popis pjesama

### Originalna verzija
1. Midway Park - 3:19
2. Drank Like A River - 2:58
3. Too Drunk To Dream - 2:41
4. What May Seem Like Love - 3:45
5. Faithless Street - 3:55
6. Mining Town - 2:37
7. If He Can't Have You - 3:50
8. Black Arrow, Bleeding Heart - 2:21
9. Matrimony - 3:48
10. Hard Luck Story - 2:04
11. Top Dollar - 2:38
12. Oklahoma - 10:46

### Reizdanje
1. Midway Park - 3:24
2. Drank Like A River - 2:57
3. Too Drunk To Dream - 2:53
4. Tennessee Square - 2:50
5. What May Seem Like Love - 3:47
6. Faithless Street - 3:55
7. Mining Town - 2:35
8. If He Can't Have You - 3:52
9. Black Arrow, Bleeding Heart - 2:20
10. Matrimony - 3:49
11. Excuse Me While I Break My Own Heart Tonight - 3:21
12. Desperate Ain't Lonely - 2:16
13. Hard Luck Story - 2:07
14. Top Dollar - 2:39
15. Lo-Fi Tennessee Mountain Angel - 4:32
16. Revenge - 2:43
17. Empty Baseball Park - 2:55
18. Here's To The Rest Of The World - 3:08
19. 16 Days - 3:46
20. Yesterday's News - 2:53
21. Factory Girl - 4:50

## Izvođači
- Ryan Adams —  gitara, vokali, producent, fotografija (vlakovi, omot)
- Caitlin Cary —  violina, vokali, producent, fotografija (mali auto)
- Eric "Skillet" Gilmore — bubnjevi, producent
- Steve Grothmann — bas, producent
- Phil Wandscher —  gitara, vokali, producent
- Bob Ricker — pedal steel ("Faithless Street")
- Chris Stamey —  producent, miksanje (verzija iz 1998.)
- Greg Woods — snimanje
- Tim Harper — miksanje (verzija iz 1998.), snimanje (Baseball Park Sessions)
- Nicholas Petti — čembalo, bendžo, pedal steel (Baseball Park Sessions)
- Greg Calbi — mastering
- Chris Billheimer — dizajn
- Melanie Bryan — fotografija omota, fotografija anđela
- Ray Duffy —fotografija benda